# Pré-en-Pail
Pré-en-Pail korábbi község Franciaország Loire mente régiójában, Maine-et-Loire megyében. 2016. január 1-jén Saint-Samson korábbi községgel egyesült és az így létrejött Pré-en-Pail-Saint-Samson új község része lett.
Lakosainak száma 1888 fő (2018. január 1.).

## Népesség
A település népességének változása:
| Lakosok száma | 2150 | 2315 | 2445 | 2422 | 2138 | 2075 | 1928 | 2427 | 1903 | 1888 |
|               | 1962 | 1968 | 1975 | 1990 | 1999 | 2008 | 2013 | 2016 | 2017 | 2018 |